# Tim Hecker
Pour l’article homonyme, voir Tim Hecker (canoë-kayak) pour le ceïste allemand.
Tim Hecker est un artiste canadien de musique électronique qui partage sa vie entre Los Angeles aux États-Unis et Montréal au Canada. Tim Hecker utilisait à l'origine le pseudonyme Jetone, mais est parvenu à la reconnaissance internationale sous son propre nom grâce à ses disques de musique ambient principalement édité par Kranky Records,. Il a sorti neuf albums studio en solo, de nombreux EPs et a collaboré avec Daniel Lopatin et Aidan Baker. Sa musique oscille entre ambient, electronica, drone et noise.

## Biographie
Né à Vancouver, Tim Hecker est le fils de deux professeurs en art, il a développé un intérêt pour la musique pendant son enfance.
Tim Hecker est basé à Montréal depuis 1998. Il a emménagé dans cette ville afin d'étudier à l'Université Concordia et d'explorer ses intérêts artistiques plus en profondeur. Après avoir terminé ses études, il poursuit une carrière professionnelle sans rapport avec la musique, travaillant comme analyste politique pour le gouvernement canadien. En 2006, il quitte son emploi et s'inscrit à l'Université McGill afin de préparer un doctorat ayant pour objet le bruit en milieu urbain et dont la thèse sera publiée en 2014. Pendant cette période, il travaille en tant que conférencier sur la culture sonore dans le Département d'Histoire de l'Art et de Communication.
Au début de sa carrière musicale, il évolue dans le milieu de la techno. Il se produit en tant que DJ et sortira trois albums sous le nom de Jetone. Lassé par le projet, il met fin à Jetone en 2001.
Tim hecker sort l'album Haunt Me, Haunt Me Do It Again sous son propre nom via le label Alien8,. Il y expérimente avec des formes plus abstraites de son et de collages, il décrit le processus de recherche comme une série d' « expériences très brutales, sanglantes, à se broyer les os ». En 2006, il passe chez Kranky qui sort son quatrième album Harmony In Ultraviolet,.
Sa méthode de travail actuelle implique l'utilisation d'orgue dont le son est retravaillé par ordinateur. Pour l'album Ravedeath, 1972, il s'est déplacé en Islande où avec Ben Frost, il enregistre ses compositions dans l'église de Fríkirkjan. En novembre 2010, Alien8 ressort le premier album de Tim Hecker en disque vinyle,.
Ses concerts incluent des improvisations où des sons d'orgue transformés sont manipulés par ordinateur et dont le volume sonore fluctue grandement.
En 2012, Tim Hecker collabore avec Daniel Lopatin (qui enregistre sous le nom de Oneohtrix Point Never) sur un projet d'improvisation qui finira par prendre la forme de l'album Instrumental Tourist.
À la suite de Virgins, sorti en 2013, Tim Hecker retourne encore une fois à Reykjavik pour plusieurs sessions étalées entre 2014 et 2015, qui serviront sur ce qui deviendra Love Streams. Pour cet album, il collabore avec Ben Frost, Jóhann Jóhannsson, Kara-Lis Coverdale et Grimur Helgason, les travaux de Josquin des Prés, compositeur du XVe siècle, servant de base à cette œuvre. En février 2016, il fut annoncé que Tim Hecker rejoignait le label 4AD et que le huitième sortirait en avril de la même année. Tim Hecker a affirmé avoir pensé à « l'esthétique liturgique d'après Yeezus » et à la « voix transcendantal à l'époque de l'auto-tune » pendant la création de l'album.
En plus d'avoir tourné avec Godspeed You! Black Emperor et Sigur Rós et enregistré avec des artistes tels que Fly Pan Am, il a aussi collaboré avec Christof Migone, Martin Tétreault et Aidan Baker et a contribué à de nombreux remixes pour d'autres artistes tels que Isis.

## Discographie

### Tim Hecker

#### Albums studio
- Haunt Me, Haunt Me Do It Again (2001, Alien8 Recordings)
- Radio Amor (2003, Alien8 Recordings)
- Mirages (2004, Alien8 Recordings)
- Harmony in Ultraviolet (2006, Kranky Records)
- An Imaginary Country (2009, Kranky Records)
- Ravedeath, 1972 (2011, Kranky Records)
- Virgins (2013, Kranky Records)
- Love Streams (2016, 4AD)
- Konoyo (2018, Kranky Records)
- Anoyo (2019, Kranky Records)
- No Highs (2023, Kranky Records)

#### EPs & autres
- Trade Winds, White Noise (2002)
- My Love Is Rotten To The Core (2002)
- Radio Marti / Radio Havana (2004)
- Mort Aux Vaches (live, 2005)
- Pareidolia (2006)
- Norberg (2007)
- Atlas (2007)
- Apondalifa (2010)
- Dropped Piano (2011)

#### Collaborations
- Fantasma Parastasie avec Aidan Baker (2008)
- Instrumental Tourist avec Daniel Lopatin (2012, Software)

### Jetone

#### Albums
- Autumnumonia (2000)
- Ultramarin (2001)

#### EPs & autres
- Sundown (2006)

### Autres contributions
- Tennis - Self-Heal Mishap (Undertaker Mix) (2003)
- Isis - Carry (2004)
- Isis - Carry (Tim Hecker Remix Second Version) (2004)
- TV Pow - Whiteout (2005)
- Ensemble - Disown, Delete (2006)
- Colin Stetson - Time Is Advancing With Fitful Irregularity White Pulse Mix (2009)
- Bell Orchestre - Water / Light / Shifts (Remix) (2009)
- Genghis Tron - Board Up The House (Tim Hecker Remix) (2009)
- Ellen Allien - Sun The Rain (Tim Hecker Remix) (2011)
- John Cale - Suffocation Raga For John Cale (Tim Hecker Transition) (2012)
- Mogwai - Rano Pano (Tim Hecker Remix) (2012)
- Ellen Allien - Sun The Rain (Tim Hecker Rmx) (2013)
- The Field - No. No... (Tim Hecker Mix) (2014)
- Hundred Waters - Down From The Rafters (Tim Hecker Remix) (2014)
- Dorian Concept - The Sky Opposite (Tim Hecker Remix) (2015)

## Art
Tim Hecker s'occupe parfois d'installations sonores et a collaboré avec des artistes tels que Stan Douglas et Charles Stankievech.
Accompagné des musiciens Ben Frost et Steve Goodman (Kode9) et des artistes Piotr Jakubowicz, Marcel Weber (MFO) et Manuel Sepulveda (Optigram), il a proposé des compositions pour l'installation sensorielle du festival Unsound, « Ephemera ».

## Film & séries
En 2016, Tim Hecker a composé la bande son du film The Free World, sélectionné dans la section « U.S. Dramatic Competition » du Festival du film de Sundance de 2016.
En 2021, Tim Hecker compose la musique de la série The North Water.
En 2023, il compose la musique pour le film Infinity Pool de Brandon Cronenberg.